# Kumu Hina
Kumu Hina é um documentário LGBTQ estadunidense de 2014, co-produzido e co-dirigido por Dean Hamer e Joe Wilson. Baseado na história de Hina Wong-Kalu, o filme é estrelado por ela mesma, Haemaccelo Kalu e Hoʻonani Kamai. O filme estreou no Festival Internacional de Cinema do Havaí, em 10 de abril de 2014, e estreou na televisão pelo canal Independent Lens, em maio de 2015.

## Sinopse
Hina Wong-Kalu é uma māhū — uma kumu (professora) nativa havaiana, ativista e ícone cultural. Ela vive sua vida "no meio", entre os costumes tradicionais da cultura indígena havaiana, do terceiro gênero, a māhū, e como uma pessoa transgênero moderna no Havaí contemporâneo, buscando preservar e transmitir a cultura indígena às gerações mais jovens. Os māhū já foram valorizados e respeitados como zeladores, curandeiros e professores de tradições ancestrais que transmitiam conhecimento sagrado, mas os missionários que chegaram impuseram sua língua e restrições religiosas em todas as ilhas havaianas, rejeitando esse conceito.
Durante o ano coberto pelo filme, Kumu Hina orienta a aluna Hoʻonani, que também está "no meio" quando decide se juntar ao grupo de hula masculino da escola. O filme também acompanha a vida pessoal de Kumu Hina, que busca um relacionamento romântico sério com um homem de Tonga e viaja para as montanhas para encontrar seus anciãos, os tradicionais māhū do terceiro gênero, que vivem juntos na terra e lhe oferecem orientação espiritual.

## Elenco
- Haemaccelo Kalu como ele mesmo
- Hoʻonani Kamai como ela mesma
- Hinaleimoana Wong-Kalu como ela mesma

## Recepção e liberação
Kumu Hina ganhou o prêmio do júri de melhor documentário no Frameline Film Festival e o prêmio do público como o documentário mais popular da temporada 2014-2015 do Independent Lens. Em 2016, o filme ganhou o prêmio de documentário de destaque no GLAAD Media Awards.
A revista Filmmaker chamou o filme de "uma revelação impressionante",  enquanto a Indiewire o considerou "incrivelmente pungente e comovente", e a revista YES! elogiou o filme por "desvelar a experiência incompreendida e marginalizada de 'outros' indivíduos de gênero cuja identidade não pode ser definida pelos traços gerais da categorização ocidental contemporânea".

### Release
O filme estreou como filme de encerramento do Festival Internacional de Cinema do Havaí, em 10 de abril de 2014, e teve sua estreia na televisão no Independent Lens, em maio de 2015.

## Campanha de educação
Os cineastas iniciaram uma campanha educativa para levar a mensagem de Kumu Hina a públicos diversos. A campanha, lançada em um evento na Fundação Ford, incluiu uma versão curta infantil do filme, "Um Lugar no Meio", e guias de ensino e discussão em sala de aula.

## Indicações
| Festival / Organização                                        | Prêmio                   | Resultado | Ref.   |
| ------------------------------------------------------------- | ------------------------ | --------- | ------ |
| Festival Internacional de Cinema Asiático-Americano           | Melhor Documentário      | Venceu    | [ 8 ]  |
| Festival Internacional de Cinema de Berlim                    | Melhor Curta-Metragem    | Indicado  | [ 9 ]  |
| Festival de Cinema Frameline                                  | Exemplo                  | Venceu    | [ 10 ] |
| Prêmios de Mídia GLAAD                                        | Documentário de Destaque | Venceu    | [ 3 ]  |
| Festival de Cinema Arco-Íris de Honolulu                      | Prêmio Especial do Júri  | Venceu    |        |
| Prêmio do Público Independent Lens                            | Prêmio do Público        | Venceu    | [ 2 ]  |
| Festival Internacional de Documentários do Pacífico           | Melhor Documentário      | Venceu    | [ 11 ] |
| Festival de Cinema Asiático-Americano da Filadélfia           | Melhor Documentário      | Venceu    | [ 12 ] |
| Reeling: O Festival Internacional de Cinema LGBTQ+ de Chicago | Melhor Documentário      | Venceu    |        |
| Festival Internacional de Cinema de Rhode Island              | Melhor Filme LGBTQ       | Venceu    | [ 13 ] |
| Festival de Cinema Asiático de San Diego                      | Prêmio Especial do Júri  | Venceu    | [ 13 ] |
| Festival de Cinema Queer de Seattle                           | Melhor Documentário      | Indicado  | [ 12 ] |